# Stanislas Dominique Gillet
Pour les articles homonymes, voir Gillet.
Stanislas Dominique Gillet, né le 9 novembre 1845 à Paris et mort à Meudon le 24 juin 1905, est un industriel et constructeur automobile français, un des pionniers de l'automobile.

## Biographie

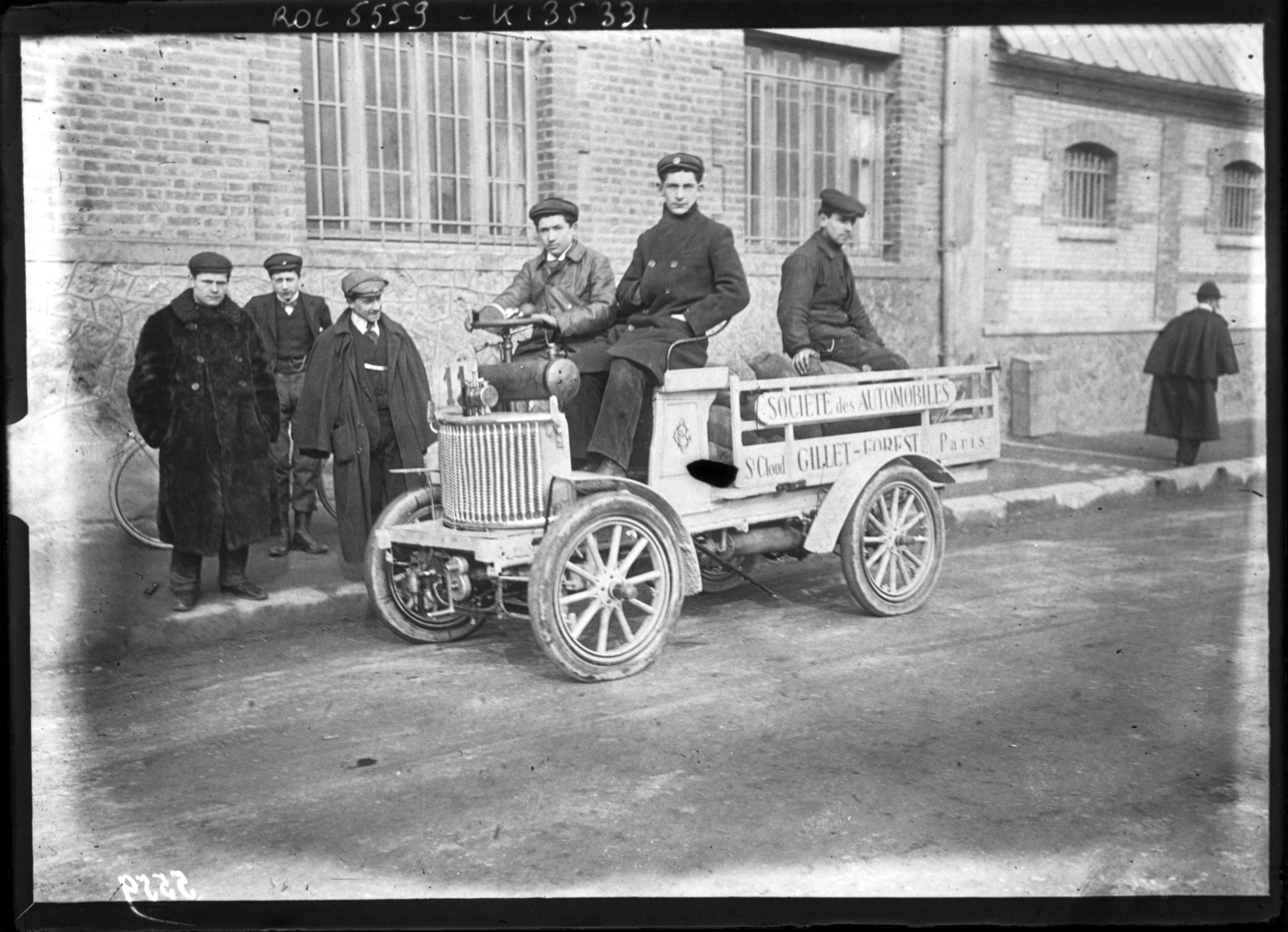
Voiture de livraison de la Société des automobiles Gillet-Forest

Élève de l'École centrale Paris (Promotion 1868), il devient ingénieur des Arts et manufactures et construit à l'origine des appareils de chauffage et d'éclairage pour les compagnies de chemin de fer. Il fonde son entreprise spécialisée dans les lampes à pétrole puis se lance dans la fabrication de camions militaires avant de créer en 1889 à Saint-Cloud, avec Fernand Forest la marque Gillet-Forest.
Ruiné, il meurt en 1905 à Meudon.
Il est le père de Louis Gillet et le grand-père de Guillaume Gillet.
Jules Verne le mentionne avec Forest dans le chapitre IV de son roman Maître du Monde.
Il est inhumé au cimetière du Père-Lachaise (division 59).